# Ijaw

Ethnien in Nigeria

Die Ijaw (auch Ijo oder Izon) sind ein Volk im Nigerdelta mit nach Ijaw-Angaben zehn bis vierzehn, nach anderen, realistischeren Angaben wohl nur drei bis vier Millionen Angehörigen. Sie sprechen neun nicht sehr eng verwandte Sprachen der Ijo-Sprachfamilie. Die bei weitem wichtigste von ihnen ist das Izon, das sich wiederum in einen westlichen und einen östlichen Hauptdialekt gliedert. Die zweitwichtigste Sprache ist Kalabari.
Die Ijaw bewohnen die Atlantikküste vom Bundesstaat Akwa Ibom im Osten bis zum Bundesstaat Ondo im Westen mit Ausnahmen im Bundesstaat Delta, wo die Itsekiri die Atlantikküste bewohnen und die Ijaw außer in der Großstadt Warri nur in den östlich davon gelegenen lokalen Regierungsbereichen (LGA) Burutu 5° 21′ N, 5° 30′ O und Bomadi 5° 10′ N, 5° 56′ O vertreten sind. Die meisten Ijaw leben in den Bundesstaaten Bayelsa, Rivers und Delta. In Guayana gibt es eine fast ausgestorbene Kreolsprache, die vom Kalabari beeinflusst ist.

## Geschichte und Lebensweise
Die Ijaw siedelten seit Jahrhunderten, möglicherweise seit 7000 Jahren, im Nigerdelta in verstreuten Dörfern an Flüssen. Ihre spirituelle Kultur ist durch Wasserkulte und den Glauben an Wassergottheiten gekennzeichnet. Um 500 n. Chr. folgte eine weitere Einwanderungswelle, die mit der ansässigen Bevölkerung verschmolz. Sehr früh, nämlich schon im 15. Jahrhundert, hatten die Ijaw Kontakte mit Europäern. Heute sind 95 Prozent von ihnen katholische oder anglikanische Christen. Verehrt wird jedoch immer noch der Wassergeist Owuamapu; Geisterglaube ist weit verbreitet. 
Die Ijaw sind in 50 Stämmen (Clans) nach Kriterien der Abstammung organisiert. Heute arbeiten sie in Fischerei, Landwirtschaft, Palmöl- und Palmweingewinnung oder sind traditionell als Händler, Jäger, Schnitzer oder Weber tätig.

## Gegenwart
Eine Art von Stammesidentität der Ijaw hat sich erst in moderner Zeit und unter dem Druck äußerer Eingriffe in ihren Lebensraum und der als feindlich angesehenen Politik der nigerianischen Zentralregierung gebildet. In der Stadt Warri kommt es häufig zu Konflikten mit der ethnischen Gruppe der Itsekiri, die sich nach dem Ölboom verstärkten.
Die Erdölförderung und -verladung der Mangroven im Nigerdelta verursacht erhebliche Verluste und Schäden an der Umwelt und beeinträchtigt damit die Lebensgrundlagen der Ijaw und anderer Ethnien. Von den Gewinnen aus der Erdölförderung profitiert die Region nur marginal. Dies führt zum Konflikt im Nigerdelta mit den Ijaw. Im Januar 1999 überfielen Soldaten, die eine Anlage der Chevron Corporation schützen sollten, zwei Dörfer der Ijaw, ermordeten und vertrieben viele Menschen und verwüsteten Behausungen und zerstörten Fischerboote. Das Movement for the Emancipation of the Niger Delta kämpft seit 2006 mit Gewalt für deren Anliegen.